# Peribona venosa
Peribona là một chi bướm đêm thuộc họ Crambidae. Chi này chỉ gồm một loài Peribona venosa, thường tìm thấy ở Himalayas và Java.